# 長澤丘司
長澤 丘司（ながさわ たかし、1961年 - ）は、日本の医学者。主な業績は造血幹細胞と造血、骨を維持する骨髄微小環境（骨髄ニッチ）の解明。滋賀県大津市出身。医学博士（大阪大学、1993年）。京都大学名誉教授。

## 経歴
- 1987年 -　名古屋大学医学部医学科 卒業[2]
- 1993年 -　大阪大学大学院医学研究科 博士課程修了[2]
- 1995年 -　大阪大学細胞生体工学センター 日本学術振興会特別研究員
- 1995年 -　大阪府立母子保健総合医療センター研究所 主任研究員
- 1998年 -　大阪府立母子保健総合医療センター研究所 部長
- 2002年 -　京都大学再生医科学研究所 教授[2]
- 2016年 -　大阪大学大学院生命機能研究科教授[3]
- 2017年 -　大阪大学免疫学フロンティア研究センター教授

## 受賞歴
- 1998年 - 日本免疫学会賞
- 2014年 - 武田医学賞
- 2019年 - 日本学士院賞